# Olivia Ruiz
Olivia Ruiz (* 1. Januar 1980 in Carcassonne als Olivia Blanc) ist eine französische Sängerin.

## Leben
Ruiz wuchs in Marseillette auf und studierte in Montpellier. Als Kind begann sie zu singen. Einem breiten Publikum wurde sie im Jahr 2001 als Teilnehmerin der französischen Talentshow Star Academy bekannt. Sie kam bis ins Halbfinale der Damen. Danach konnte sie sich erfolgreich in der Musikszene behaupten. Ihr eigenwilliger Stilmix gemischt mit frechen Texten wird von Kritikern als „Nouvelle Chanson Française“ bezeichnet. Ab 2002 arbeitete sie zeitweise mit der Rockband Weepers Circus zusammen. Mit ihrem zweiten Album La Femme Chocolat erreichte sie Platz 1 der französischen Charts. Dieses produzierte sie gemeinsam mit ihrem Lebensgefährten von 2005 bis 2010, dem französischen Autor und Musiker Mathias Malzieu.
2011 spielte sie ihre erste Hauptrolle in der französischen Filmkomödie Väter und andere Katastrophen.
2020 erschien ihr erster Roman La Commode aux tiroirs de couleurs, 2022 der zweite Écoute la pluie tomber.

## Diskografie

### Studioalben
- 2003: J’aime pas l’amour
- 2005: La femme chocolat
- 2009: Miss Météores
- 2012: Le calme et la tempête
- 2016: À nos Corps-Aimants
- 2024: La Réplique

### Livealben
- 2007: Chocolat Show
- 2010: Miss Météores Live

### EPs
- 2012: Olivia Sings for the Red Star

### Singles
- 2002: Paris
- 2003: Pas si vieille
- 2003: Qui sommes nous?
- 2004: Le tango du qui
- 2004: Les vieux amoureux
- 2005: J’traîne des pieds
- 2006: La femme chocolat
- 2009: Elle panique
- 2010: Les Crêpes au Champignons
- 2012: My Lomo & Me
- 2016: Mon corps mon amour

### Videoalben
- 2007: Chocolat Show! (aufgenommen im Cirque d’Hiver Bouglione)

## Filmografie (Auswahl)
- 2012: Väter und andere Katastrophen (Un jour mon père reviendra)
- 2013: Jack und das Kuckucksuhrherz (Jack et la mécanique du coeur) (Synchronisation)
- 2019: États d’Urgence (Fernsehfilm)